# Elektrisk stik
 For alternative betydninger, se Stik.
Elektriske stik betegner de komponenter, der bruges til at til- og frakoble et elektrisk apparat til en ledning eller et andet apparat.

## Stik til højere effekt

### Elnet
- 230 volt stik til almindelige stikkontakter i bygningen. Stik uden jordforbindelse har to ben, stik med jordforbindelse har tre. Tidligere kaldt 220 volt stik, men spændingen er ændret.
  - 230V IEC-stik

- 400 volt stik til kraftige maskiner eller andet udstyr med stort strømforbrug. Der findes mindst tre varianter, hvoraf den ene er forældet i dag, men stadig bruges, hvor den er monteret. De nutidige stik har fem ben, hvoraf det ene er til jordforbindelsen, det ene er til nul-ledningen og de tre sidste er til de tre strømfaser. På apparatledningen kan et ben være fjernet, hvis apparatet kun benytter to faser. Tidligere kaldt 380 volt stik, men spændingen er ændret. Kaldes også kraftstrøm.

De ovennævnte stik er ofte udformet anderledes i andre lande.

### Anden el
- 12 volt stik til anhængere. Stikket har syv ben, et i midten og seks i ring udenom. Stikket bruges til at overføre strøm til lygterne på en anhænger, der er tilkoblet et motorkøretøj.

- 24 volt stik til anhængere. Samme system som 12 volt stik, men med endnu en ring af ben udenom, så der kan overføres strøm eller styresignaler til ekstra lygter, ventiler, pumper eller andet ekstraudstyr.

- Bananstik

## Stik til signalformidling af lavere frekvenser og effekter
- Multistik:
  - Sub-D-stik indeholder mange forbindelsesveje, og bruges til at sammenkoble computerudstyr og anden digital elektronik.

- Audio-stik bruges fortrinsvis til at sammenkoble elektronisk lydudstyr:
  - DIN-stik - findes bl.a. i 3-polet og 5-polet
  - Jack-stik
  - phono-stik, RCA-stik
  - XLR
  - Bananstik

## Stik til radiofrekvenser
Stik til radiofrekvenser er særligt indrettet med henblik på (typisk analoge) signaler med høje frekvenser.
Stik beregnet til koaksialkabler:
- BNC-stik - benyttes bl.a. til testudstyr og måleudstyr.
- Coax-IEC-stik, IEC 61169, Part 2: Radio-frequency coaxial connector of type 9,52 - meget udbredt til radio, kabel-tv og VHF/UHF-fjernsyn.
- F-stik - benyttes til fjernsyn, radio og satellitudstyr.
- LEMO 00 - stikket er navngivet efter selskabets grundlægger Léon Mouttet.
- MMCX - lille stik
- N-stik
- SMA-stik
- SMB-stik
- SMC-stik
- TNC-stik
- UHF-stik, PL-259 (han, PL for engelsk plug), SO-239 (hun, SO for engelsk socket) - designet i en tid hvor UHF var alt over 30MHz. "Bananstik med skærm".

Stik beregnet til balanceret fladkabel:
- AM-stik (DIN 45315) - til balanceret kabel (240-300 ohm) - fra midten af 1960'erne
- FM-stik (DIN 45316) - til balanceret kabel (240-300 ohm) - fra midten af 1960'erne

Multistik:
- SCART-stik

## Stik til højfrekvente digitale signaler
Stik til radiofrekvenser er særligt indrettet med henblik på signaler med høje frekvenser:
- FireWire-stik
- HDMI-stik
- USB-stik